# Palaeocephala cymatelloides
Palaeocephala cymatelloides är en svampart som först beskrevs av Dennis & D.A. Reid, och fick sitt nu gällande namn av Rolf Singer 1962. Palaeocephala cymatelloides ingår i släktet Palaeocephala och familjen Tricholomataceae.   Inga underarter finns listade i Catalogue of Life.